# St. Valentin (Buch)

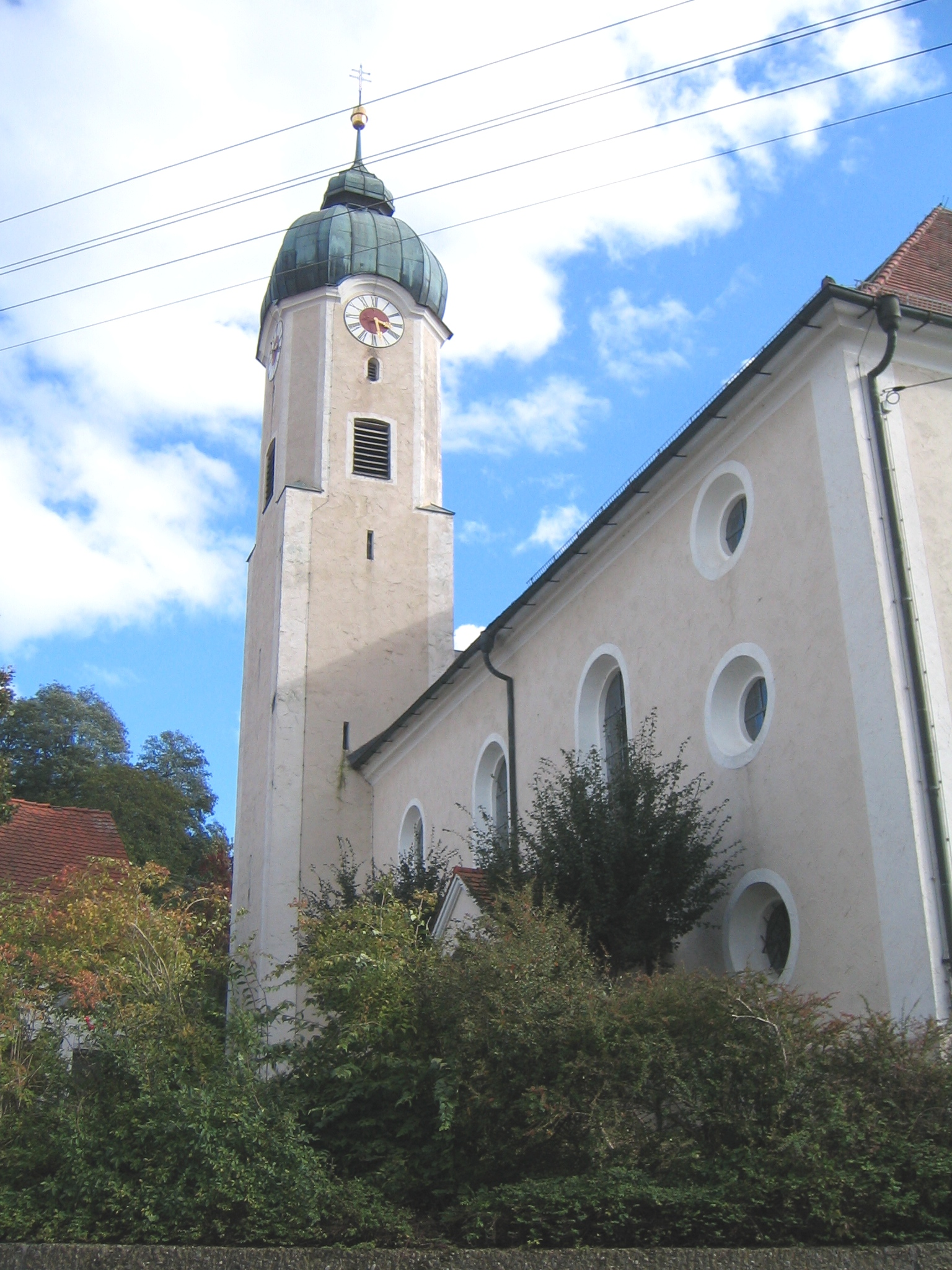
St. Valentin in Buch

Die römisch-katholische Pfarrkirche St. Valentin steht in Buch, einem Markt im schwäbischen Landkreis Neu-Ulm von Bayern. Das Bauwerk ist in der Liste der Baudenkmäler in Buch als Baudenkmal unter der Nr. D-7-75-118-2 eingetragen. Die Kirchengemeinde gehört zum Dekanat Neu-Ulm des Bistums Augsburg. Kirchenpatron ist Valentin von Terni. 

## Beschreibung
Die frühklassizistische Saalkirche wurde 1781 nach Abbruch des Vorgängerbaus nach einem Entwurf von Judas Thaddäus Rieff errichtet. Sie besteht aus einem Langhaus, einem eingezogenen, dreiseitig geschlossenen Chor im Osten, einem Chorflankenturm auf quadratischem Grundriss an der Nordwand und der Sakristei an der Südwand des Chors. Der Chorflankenturm wurde mit einem Geschoss mit abgeschrägten Ecken aufgestockt, das die Turmuhr und den Glockenstuhl beherbergt, und mit einer doppelten Zwiebelhaube bedeckt.
Die 1782 gestalteten Fresken, im Chor das Abendmahl Jesu und im Langhaus die Enthauptung des Valentin von Terni stammen von Konrad Huber. Zur Kirchenausstattung gehört ein Hochaltar von 1725, der von den Statuen des Jesus von Nazaret und des heiligen Joachim flankiert wird, auf dessen Altarretabel der heilige Franz von Sales dargestellt ist. Die Orgel mit 22 Registern, zwei Manualen und einem Pedal wurde 1995 von Riegner & Friedrich gebaut.